# Мензульная съёмка

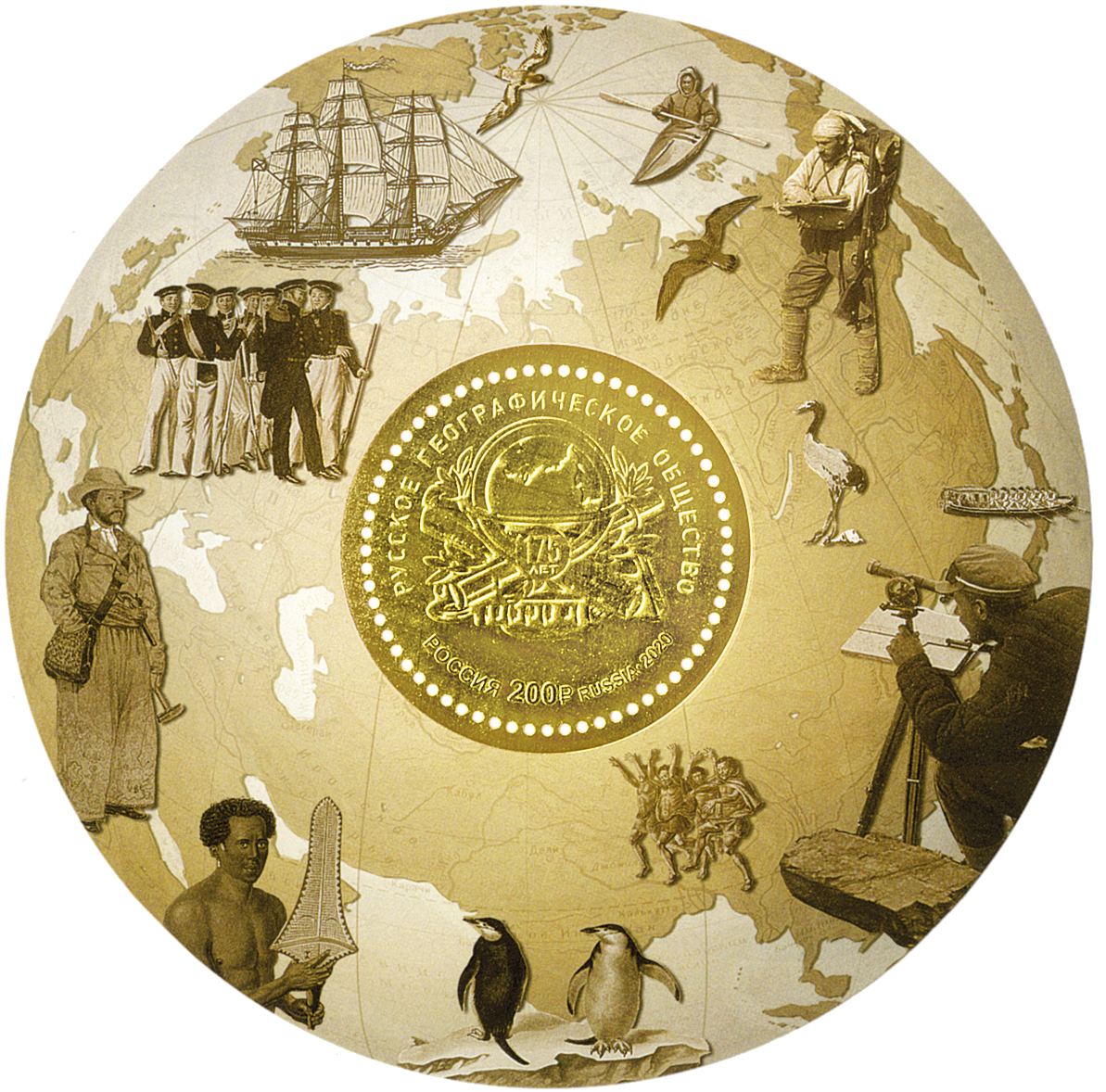
Станислав Калесник проводит мензульную съёмку при помощи кипрегеля (справа внизу) на почтовом блоке России 2020 года ко 175-летию Русского географического общества

Мензульная съёмка — совокупность действий при составлении подробного плана местности, с помощью мензулы и её принадлежностей.
Мензульная съёмка производится для получения топографических планов небольших участков местности в масштабах 1:5000—1:500, когда отсутствуют материалы аэрофотосъёмки либо применение их является экономически нецелесообразным. В горном деле мензульная съёмка применяется на открытых горных разработках, при детальных геологоразведочных работах для съёмки обнажений горных пород, для съёмки промплощадок горных предприятий и так далее.
Эти действия подразделяются на два рода: определение отдельных опорных точек или составление так называемой геометрической сети, и съёмка подробностей. Отдельные точки, преимущественно вершины гор и холмов, пересечения дорог и тому подобное означаются на местности вехами; выбрав из этих точек две, расстояние между которыми может быть измерено непосредственно цепью (базис) и с которых открывается обширный кругозор, съёмщик устанавливает мензулу на одну из них и, визируя на все видимые другие точки, прочерчивает соответствующие направления; те же действия исполняются и на другой точке. Пересечения линий, прочерченных на те же окружающие точки, изобразят на мензульном планшете соответствующие точки местности в том масштабе, в каком нанесён был базис (смотри также биангулярные координаты).
Переходя последовательно на другие точки, съёмщик получит изображение и всех прочих точек местности, составляющих геометрическую сеть. При съёмке подробностей употребляются один из следующих четырёх способов:
- засечки, то есть дальнейшее развитие геометрической сети;
- промеры с вехи на веху и с точки на веху цепью, замечая все точки пересечения промеряемой линии с контурами местности;
- инструментальный обход в местах закрытых, например, в лесах и в ущельях гор;
- из одной точки стояния.

Последний способ наиболее употребителен и удобен тем, что производство съёмки не сопряжено с порчей огородов и полей: съёмщик рассылает по контурам реечников и все окружающие точки получает на бумаге дальномерным способом (смотри Кипрегель). Попутно со съёмкой подробностей зарисовывается и рельеф местности.